# Districtul Bir Mokkadem
Bir Mokkadem este un district din provincia Tébessa, Algeria.